# Dan Cupid: Fixer
Dan Cupid: Fixer è un cortometraggio muto del 1915 diretto da Horace Davey.

## Produzione
Il film fu prodotto dalla Nestor Film Company.

## Distribuzione
Distribuito dall'Universal Film Manufacturing Company, il film - un cortometraggio di una bobina - uscì nelle sale cinematografiche USA il 9 agosto 1915.